# Fleur Anderson
Pour les articles homonymes, voir Anderson.
Kathleen Fleur Anderson, née le 6 février 1971 à Jersey,, est une femme politique britannique. Membre du Parti travailliste, elle est députée de Putney depuis 2019. Elle est conseillère du borough londonien de Wandsworth pour le quartier de Bedford de 2014 à 2021.

## Jeunesse et éducation
Fleur Anderson est née sur l'île anglo-normande de Jersey. Elle obtient un baccalauréat en sciences politiques de l'université d'York en 1993, où elle est présidente du syndicat étudiant. En 2007, elle fréquente l'Open University pour un Master of Science en gestion et développement, décerné en 2010.

## Carrière

### Activisme
Fleur Anderson commence sa carrière dans le développement et les campagnes environnementales, ainsi que les campagnes contre la pauvreté, à Londres et à l'étranger. Elle travaille pour Christian Aid de 1994 à 1997, en tant qu'assistante de campagne à Londres, travaillant aussi en Serbie pendant la guerre et en tant que chef du bureau de pays en Bosnie après la guerre de Bosnie.
De 1997 à 1999, elle est responsable de l'action mondiale pour l'organisation de jeunes méthodistes MAYC, menant des campagnes sur l'intimidation, la Birmanie et l'annulation de la dette internationale. Elle travaille ensuite pour CAFOD à Londres en tant que responsable des campagnes et de la stratégie d'activisme. Elle cofonde la campagne pour la justice commerciale. De 2003 à 2006, elle est administratrice de la campagne Jubilee Debt. Au cours de son travail de consultante indépendante au Kenya de 2007 à 2010, elle participe à plusieurs campagnes réussies sur l'eau et la nutrition urbaine, travaillant avec des organisations telles que End Water Poverty et Oxfam, tout en aidant à créer des organisations de base telles que le Shalom Center pour la résolution des conflits et la réconciliation.
De retour à Londres, elle rejoint WaterAid comme responsable des campagnes mondiales.

### Politique
Fleur Anderson décide de s'impliquer en politique en réponse à la fermeture des centres pour enfants et des institutions locales. Elle est élue pour représenter le ward de Bedford au Wandsworth London Borough Council en 2014, où elle siège au côté de la future députée Rosena Allin-Khan. Elle est réélue en 2018,.
Elle est porte-parole travailliste pour les services communautaires et l'environnement de 2015 à 2018 et chef adjointe du Wandsworth Labour Group de 2016 à 2018. Elle cofonde l'organisation pro-réfugiés Wandsworth Welcomes Refugees et est responsable des services communautaires pour le Katherine Low Settlement, un centre communautaire du quartier de Battersea de 2016 à 2020.
Fleur Anderson est élue députée à la Chambre des communes pour la circonscription de Putney lors des élections générales anticipées de décembre 2019. Lors d'une nuit où les travaillistes subissent leur pire défaite électorale depuis 1935 face aux conservateurs de Boris Johnson, Putney est le seul gain travailliste dans tout le Royaume-Uni.
Elle prononce son premier discours parlementaire le 9 janvier 2020. Elle soutient Keir Starmer et Rosena Allin-Khan lors des élections à la direction travailliste et à la direction adjointe de 2020. Le 7 janvier 2021, Anderson est promue de secrétaire parlementaire privée de Preet Gill, secrétaire d'État fantôme au développement international, à secrétaire parlementaire fantôme au Bureau du Cabinet, remplaçant Helen Hayes sous Rachel Reeves. Helen Hayes démissionne en raison du soutien du Parti travailliste à l'European Union (Future Relation) Act 2020, mettant en œuvre l'accord de commerce et de coopération entre le Royaume-Uni et l'Union européenne. Le 4 décembre 2021, elle est nommée Paymaster General fantôme.
À l'instar de sa circonscription, Fleur Anderson est favorable au retour du Royaume-Uni dans l'Union européenne et soutient un second référendum sur le Brexit, qui, selon elle, est la voie pour réconcillier le pays politiquement divisé. Ses priorités en tant que députée comprennent l'action climatique, l'aide aux réfugiés, la sauvegarde du National Health Service (NHS) et la résolution de la crise du logement,.